# Liste der denkmalgeschützten Objekte in Nappersdorf-Kammersdorf
Die Liste der denkmalgeschützten Objekte in Nappersdorf-Kammersdorf enthält die 13 denkmalgeschützten, unbeweglichen Objekte der Gemeinde Nappersdorf-Kammersdorf.

## Denkmäler
| Foto  |                 | Denkmal                                                                        | Standort                                                     | Beschreibung | Metadaten |
| ----- | --------------- | ------------------------------------------------------------------------------ | ------------------------------------------------------------ | --- | --- |
| ja    | Datei hochladen | Ortskapelle Maria Schnee HERIS-ID: 16458 Objekt-ID: 12720                      | Dürnleis 12, bei Standort KG: Dürnleis                       | Die Ortskapelle Maria Schnee am Anger von Dürnleis ist ein barocker Bau aus der ersten Hälfte des 18. Jahrhunderts mit rundem Schluss, einem durch Gesims unterteilten Blendgiebel, Rechteckportal und Flachbogenfenstern. Der zweigeschoßige Turm mit gemauertem Pyramidenhelm ist im Osten an die Apsis gebaut. Der zweijochige Innenraum, kreuz- und platzlgewölbt, durch Wandvorlagen und Gurte gegliedert, hat profilierte Gesimse. In Rundbogennischen in der Apsis stehen barocke Sandsteinfiguren: der hl. Florian und Johannes der Täufer. Zur weiteren Ausstattung zählen eine barocke Steinmensa und am Altarblatt ein Mariagnadenbild des späten 19. Jahrhunderts. | BDA-Hist.: Q37815270 Status: § 2a Stand der BDA-Liste: 2025-06-30 Name: Ortskapelle Maria Schnee GstNr.: 120 Ortskapelle Dürnleis, Gemeinde Nappersdorf-Kammersdorf |
| ja    | Datei hochladen | Hausberg Ternberg HERIS-ID: 60172 Objekt-ID: 72151                             | Ternberg Standort KG: Haslach                                | Rund zwei Kilometer nordwestlich der Ortskapelle Haslach liegt an der Südseite eines Höhenrückens das Erdwerk der mittelalterlichen Hausberganlage Ternberg. Sie wird in der Literatur auch als Dernberg, Dirnberg oder Tennberg bezeichnet. | BDA-Hist.: Q21928665 Status: Bescheid Stand der BDA-Liste: 2025-06-30 Name: Hausberg Ternberg GstNr.: 353, 354, 355, 356, 358, 359, 360, 361, 362/1, 362/2, 363/1, 363/2, 364, 365, 366, 367, 368, 369, 370, 371, 372, 373, 374, 375, 376, 377, 378, 379, 380, 381, 382, 383, 384, 385, 386, 387, 388, 401, 402, 403, 404, 405, 406, 407, 408, 409, 410, 411, 412, 413, 414, 415, 416, 417, 418, 419, 420, 421, 422, 423, 424, 425, 426, 427, 428/2, 429/2, 430/2, 431/2, 432/2, 433/2, 434/2, 435 Dernberg (Nappersdorf) |
| ja    | Datei hochladen | Bildstock HERIS-ID: 16460 Objekt-ID: 12722                                     | Standort KG: Haslach                                         | Nördlich des Ortes Haslach steht ein spätgotischer Tabernakelpfeiler von Ende des 15./Anfang des 16. Jahrhunderts mit Pyramidendach und abschließendem Steinkreuz. Der abgefaste Pfeiler trägt eine Tabernakelnische mit einer Statue der Mutter Gottes. Anmerkung: siehe Fehlerliste | BDA-Hist.: Q37815283 Status: § 2a Stand der BDA-Liste: 2025-06-30 Name: Bildstock GstNr.: 2661 |
| ja    | Datei hochladen | Tabernakelpfeiler HERIS-ID: 16463 Objekt-ID: 12725                             | Standort KG: Haslach                                         | Westlich des Ortes steht ein Pfeilerbildstock aus der Mitte des 17. Jahrhunderts. Er hat einen mit einem Kreuzigungsrelief ausgestatteten Quaderaufsatz und ein abschließendes Kruzifix. | BDA-Hist.: Q37815326 Status: § 2a Stand der BDA-Liste: 2025-06-30 Name: Tabernakelpfeiler GstNr.: 2887 |
| ja    | Datei hochladen | Figur heiliger Florian HERIS-ID: 16464 Objekt-ID: 12727                        | Standort KG: Kammersdorf                                     | Die Sandsteinfigur des hl. Florian am nördlichen Rand des Angers stammt aus der Mitte des 19. Jahrhunderts. | BDA-Hist.: Q37815336 Status: § 2a Stand der BDA-Liste: 2025-06-30 Name: Figur heiliger Florian GstNr.: 520 |
| ja    | Datei hochladen | katholische Pfarrkirche heiliger Bartholomäus HERIS-ID: 16465 Objekt-ID: 12728 | Kammersdorf 182, bei Standort KG: Kammersdorf                | Die erhöht im Osten des Ortes gelegene und von einem Friedhof umgebene Pfarrkirche St. Bartholomäus ist ein stattlicher, nordwestlich orientierter, spätklassizistischer Bau aus der Mitte des 19. Jahrhunderts. Das hohe Langhaus mit kurzen Querarmen wird von einem etwas schmäleren quadratischen Chor abgeschlossen. Die Südfassade ist durch eine Portal-Fenstergruppe geöffnet, die in rundbogige Blendnischen eingeschrieben ist, von kolossalen Doppelpilastern flankiert und durch einen Dreieckgiebel bekrönt wird. Die Seitenfronten sind gegliedert durch genutete Putzstreifen im Bereich der Seitenportale und an den Ecken sowie durch rundbogige Blendnischen. Der Bau ist durch hohe Rundbogenfenster und an den Querarmen durch Lunettenfenster geöffnet. Die westlich gelegene Sakristei ist zweigeschoßig und ist in der gleichen Flucht wie die fensterlose Chorwand. Die Kirche hat außerdem einen hohen Turmaufsatz mit Putzgliederung, rundbogigen Schallfenstern und einem Pyramidenhelm. | BDA-Hist.: Q37012956 Status: § 2a Stand der BDA-Liste: 2025-06-30 Name: katholische Pfarrkirche heiliger Bartholomäus GstNr.: 1 Pfarrkirche Kammersdorf |
| ja    | Datei hochladen | Figurenbildstock heiliger Johannes Nepomuk HERIS-ID: 16466 Objekt-ID: 12729    | Kammersdorf 173, vor Standort KG: Kammersdorf                | Am Anger von Kammersdorf steht in einer modernen Nische eine Statue Johannes Nepomuks aus der zweiten Hälfte des 18. Jahrhunderts. | BDA-Hist.: Q37815350 Status: § 2a Stand der BDA-Liste: 2025-06-30 Name: Figurenbildstock heiliger Johannes Nepomuk GstNr.: 410 |
| ja    | Datei hochladen | Ortskapelle heilige Barbara HERIS-ID: 16469 Objekt-ID: 12732                   | Kleinweikersdorf 39, gegenüber Standort KG: Kleinweikersdorf | Die nach Süden orientierte Ortskapelle hl. Barbara in Kleinweikersdorf ist ein spätbarocker Apsisbau mit Volutengiebel aus dem letzten Viertel des 18. Jahrhunderts. Ihr kleiner Nordturm hat ein Pyramidendach und rundbogige Schallfenster. Der Innenraum verfügt über ein Tonnengewölbe mit Stichkappen und eine Apsiskonche. | BDA-Hist.: Q37815372 Status: § 2a Stand der BDA-Liste: 2025-06-30 Name: Ortskapelle heilige Barbara GstNr.: 183 Barbarakapelle Kleinweikersdorf |
| ja BW | Datei hochladen | Bildstock HERIS-ID: 16470 Objekt-ID: 12733                                     | Standort KG: Kleinweikersdorf                                | Im Ortsgebiet steht ein Pfeiler mit reliefiertem Quaderaufsatz und abschließendem Steinkreuz. Im Quaderaufsatz hat er ein Kreuzigungsrelief. | BDA-Hist.: Q37815380 Status: § 2a Stand der BDA-Liste: 2025-06-30 Name: Bildstock GstNr.: 627 Bildstock Kleinweikersdorf |
| ja    | Datei hochladen | Pfarrhof HERIS-ID: 16473 Objekt-ID: 12736                                      | Nappersdorf 55 Standort KG: Nappersdorf                      | Der Pfarrhof südlich der Kirche ist ein zweigeschoßiger stattlicher Bau mit Walmdach aus dem Jahre 1598. Er wurde im zweiten Viertel des 18. Jahrhunderts aufgestockt. Er hat barocke Fenster- und Portalgewände. Die Fassade ist durch Putzbänder gegliedert. | BDA-Hist.: Q37815431 Status: § 2a Stand der BDA-Liste: 2025-06-30 Name: Pfarrhof GstNr.: 345 Pfarrhof Nappersdorf |
| ja    | Datei hochladen | Grabdenkmal, Figurengruppe HERIS-ID: 16472 Objekt-ID: 12735                    | Nappersdorf 56, in der Nähe Standort KG: Nappersdorf         | Am Friedhof steht eine mit Franz Stölzl 1928 bezeichnete Kreuzigungsgruppe mit zentralem Kruzifix. Die Assistenzfiguren sind barock und stammen aus einem anderen Zusammenhang. | BDA-Hist.: Q37815389 Status: § 2a Stand der BDA-Liste: 2025-06-30 Name: Grabdenkmal, Figurengruppe GstNr.: 2 Grabdenkmal Nappersdorf, Gemeinde Nappersdorf-Kammersdorf |
| ja    | Datei hochladen | katholische Pfarrkirche heiliger Stephan HERIS-ID: 16474 Objekt-ID: 12737      | Nappersdorf 56, neben Standort KG: Nappersdorf               | Die erhöht im Norden von Nappersdorf gelegene, von einem Friedhof umgebene Pfarrkirche hl. Stephan, ein gotischer Bau aus der ersten Hälfte des 14. Jahrhunderts, wurde um 1700 barockisiert und erweitert. Das schmale Langhaus hat barocke Rundbogenfenster. An der Nordseite liegt ein vermauertes gotisches Spitzbogenportal, darüber ein Schriftband mit einer inzwischen nicht mehr leserlichen Inschrift. Der Chor ist annähernd gleich breit wie das Langhaus, hat einen Fünfachtelschluss, kräftige Strebepfeiler und schmale, frühgotische Spitzbogenfenster. Die barocke Nordkapelle verfügt über einen vorgezogenen Dreiseitschluss und ist durch Lisenen, Flachbogenfenster und Steckgitter gekennzeichnet. Der Westturm ist ein Bau des 20. Jahrhunderts mit rundbogigen Schallfenstern und Spitzhelm. | BDA-Hist.: Q37815452 Status: § 2a Stand der BDA-Liste: 2025-06-30 Name: katholische Pfarrkirche heiliger Stephan GstNr.: 1 Pfarrkirche Nappersdorf |
| ja    | Datei hochladen | Steinkreuz HERIS-ID: 111933 Objekt-ID: 129968seit 2013                         | Nappersdorf 89, gegenüber Standort KG: Nappersdorf           | | BDA-Hist.: Q37827693 Status: Bescheid Stand der BDA-Liste: 2025-06-30 Name: Steinkreuz GstNr.: 453 Steinkreuz Nappersdorf |